# Trdelník

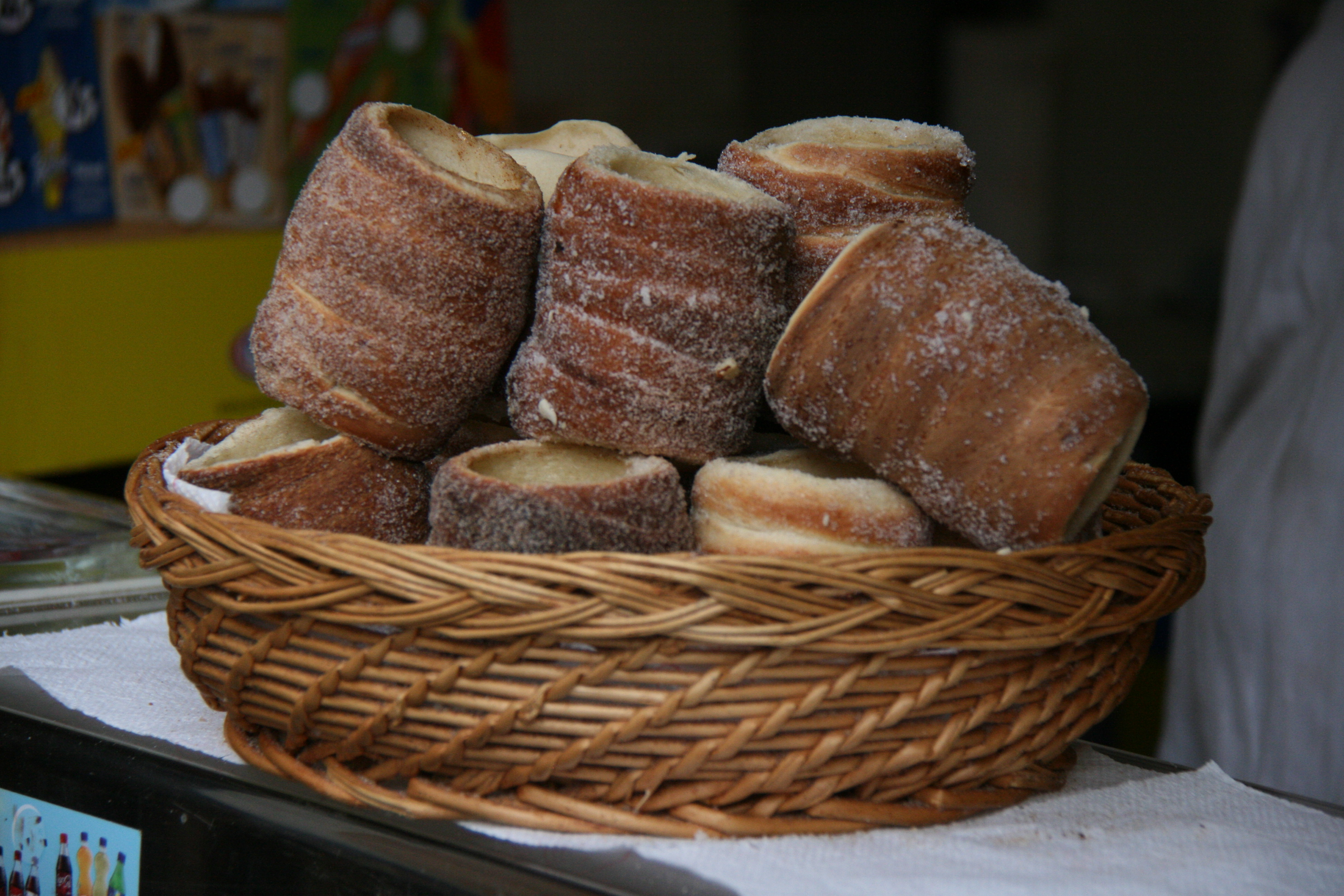
Una cesta con trdelník recién elaborados.

Trdelník (denominado también Skalický trdelník) es un pastel tradicional de la cocina eslovaca (en la frontera de Eslovaquia-Moravia). Se trata de una masa de harina enrollada en un pincho de madera (cuyo nombre es trdlo) y que asa  al fuego de unas brasas la masa mientras que gira sobre sí mismo. La forma final es el de una masa cocida al fuego de forma cilíndrica y hueco en su interior, con ligero sabor ahumado así como aromatizado con canela. Es muy tradicional y es de los más solicitados en los mercados callejeros (en Praga), y se suele servir como alimento en la calle.

## Historia
Su producción posee una gran tradición en Skalica, Eslovaquia (frontera con República Checa). Un general retirado húngaro, el conde József Gvadányi, que fue igualmente un poeta y filósofo, radicado en Skalica a finales del siglo XVIII, empleó a un cocinero procedente de Transilvania, quien trajo desde sus tierras la receta del trdelník y cambió algunas de su características de la masa hasta llegar a la denominación actual conocida como Skalický trdelník. El nombre original de la masa húngara es el Kürtőskalács.

## Características

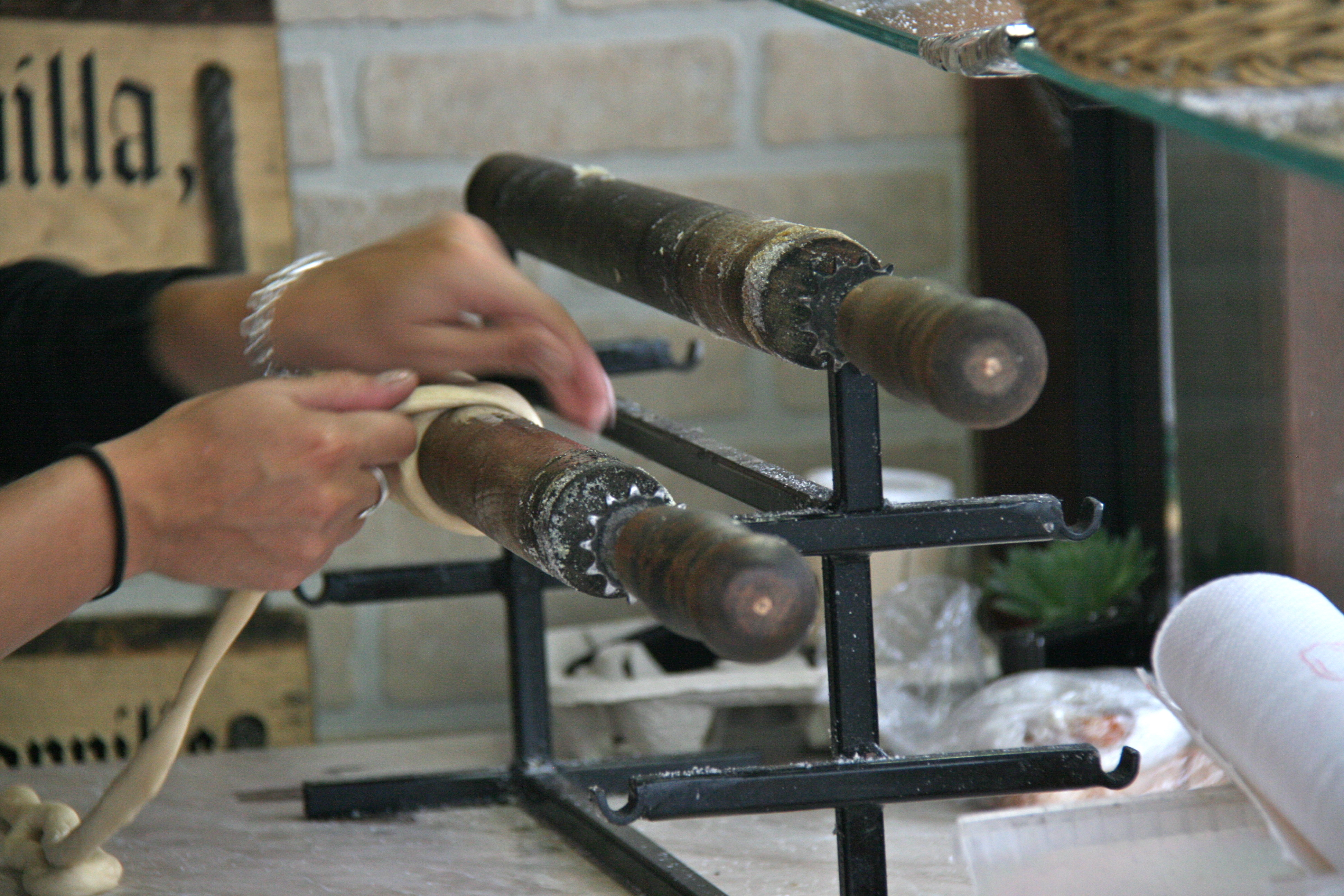
La masa del Trdelník preparándose en el trdlo.

Debido a la popularidad del dulce en diversos lugares de República Checa, y de lo habitual de su presencia en las celebraciones festivas, surgió la asociación civil denominada Skalický trdelník que se fundó a finales de 2004. Su objetivo es la salvaguardia del origen del  trdelník manteniendo su denominación, así como la elaboración . Su nombre proviene de trdlo que es el palo de madera (en algunos casos de hierro fundido) sobre el que se enrolla la masa. La preparación del skalický tiene tres etapas:
1. En la primera la masa de forma cilíndrica, del grosor de un dedo, se va enrrollando alrededor del palo de madera (trdlo, de una longitud aproximada de medio metro) hasta cubrir casi por completo el trdlo.
2. La masa enrollada se recubre en una bandeja que contiene una masa mezcla de harina de nueces (o almendras) y azúcar. Al final se 'encalca' directamente sobre este recubrimiento.
3. Se coloca el trdlo en la rotisserie y se espera a que quede dorado, lo que suele ocurrir a los pocos minutos. En la rotisserie suele haber varios trdlo dando servicio a los diversos clientes que lo van solicitando.

En muchas ocasiones los trdelník se suelen servir con miel, chocolate, nata o helado.